# Ida Fialla
Ida Dam Fialla (født 13. august 2008 i Odense) er en cykelrytter fra Danmark, der kører for Nyt Syn by Fialla - U19P.
Ved den første udgave af Supercuppen i banecykling endte hun i 2022 på en samlet tredjeplads hos seniordamerne, selvom hun ved cuppens første afdelinger kun var 13 år gammel.
I slutningen af juni 2023 blev Fialla dansk eliteseniormester i pointløb, udskilning og scratch.